# Горн, Рудольф
Хеннинг Рудольф Горн аф Ранцен (швед. Henning Rudolf Horn af Rantzien; 1651, Померания — 9 мая 1730) — шведский военачальник, генерал-майор, участник Северной войны.

## Биография
Рудольф Горн родился около 1651 года в Померании в семье Бальцарна Горна.
В 1664 году он поступил на военную службу в артиллерии, сражался при Фербеллине (1675). Позже участвовал в Сконской войне. С 1679 года — подполковник.
В 1681 году назначен комендантом крепости Кексгольм, с 1695 года — полковник и комендант Нарвы. В условиях, когда прежний генерал-губернатор Ингерманландии Отто Вильгельм фон Ферзен в 1698 году подал в отставку со своего поста, а новый генерал-губернатор Отто Веллинг с началом Северной войны принимал участие в решении важных оперативных задач, на Рудольфа Горна легло полное управление краем в 1698—1704 годах.

### Нарвская битва 1700 года
Нарва стала первой целью русского царя Петра I в его войне против Швеции — в сентябре 1700 года русская армия осадила Нарву. Шведский гарнизон в Нарве под командованием полковника Горна был немногочисленным и состоял из 1300 пехотинцев, 200 кавалеристов и 400 вооруженных жителей. Р. Горн успешно оборонял крепость, когда король Карл XII с главной армией неожиданно высадился в Прибалтике, пришёл на помощь и разгромил русскую армию. Вклад Р. Горна был по достоинству оценен королём: сразу после битвы он получил чин генерал-майора пехоты, 21 декабря 1700 года ему были подчинены все военные крепости в Ингерманландии, в 1701 году он получил титул барона.

### Завоевание Ингерманландии русской армией
В кампании 1701 года Карл XII намеревался покончить с Петром I: главная шведская армия должна была выступить против саксонской армии Августа II, разгромить ее на Двине и занять Курляндию. Генерал А. Крониорт, командующий войсками в Ингрии, получил приказ напасть на русские войска со стороны Ладоги, а генерал Р. Горн — предпринять поход к Гдову. После занятия Курляндии войска Карла XII должны были взять Псков.
Однако вскоре Карл XII поменял свои планы: в 1702 году главная шведская армия предприняла поход в Польшу. Это позволило русской армии предпринять активные действия в Ингерманландии.
Храбрый и энергичный Р. Горн, командовавший крепостными силами, конфликтовал с командующим оперативной армией осторожным и нерешительным А. Крониортом, что не способствовало успеху: русской армии удалось взять осадой Нотебург (1702) и Ниеншанц (1703) — оплоты Швеции в Ингерманландии и завоевать всю страну.

### Осада Нарвы в 1704 году
В 1704 году русская армия вновь приступила к Нарве. Шведский гарнизон Нарвы состоял из 3175 человек пехоты, 1080 конницы и 300 артиллеристов, всего 4555 человек при 432 орудиях в самой Нарве и 128 орудиях в Иван-городе.
Штурм крепости начался в 2 часа дня 9 августа 1704 года. Шведы упорно оборонялись, защищая вершины обвалов, подрывая мины и скатывая штурмовые бочки. Но это не остановило русских — уже через 45 минут после начала штурма победители ворвались в Нарву.
Только тогда Горн приказал барабанщикам в знак сдачи ударить в барабаны. Однако рассвирепевшие русские солдаты не обращали на это внимание и кололи барабанщиков. Тогда сам Горн ударил в барабан. Тем не менее русские продолжали убивать в городе всех, кто попадался под руку, не делая разницы между солдатами и мирными жителями.
Пётр I приказал навести порядок в городе и, сев на коня, обскакал нарвские улицы. По пути Пётр лично заколол двух русских мародеров. Прибыв к ратуше, где собралась знать города, Петр увидел между ними и Горна. Царь подбежал к генералу и влепил ему увесистую плюху. Петр кричал в гневе: «Не ты ли всему виноват? Не имея никакой надежды на помощь, никакого средства к спасению города, не мог ты давно уже выставить белого флага?» Потом, показывая шпагу, обагренную кровью, Петр продолжал: «Смотри, эта кровь не шведская, а русская. Я своих заколол, чтоб удержать бешенство, до которого ты довел моих солдат своим упрямством». Мало того, царь велел посадить его в тот самый каземат, где по распоряжению Горна содержались коменданты сдавшихся крепостей (Нотебургской — полковник Густав Вильгельм Шлиппенбах и Ниеншанской — полковник Полев).

### После возвращения в Швецию
В 1715 году обменян и вернулся в Швецию, получил должность генерал-фельдцейхмейстера (generalfälttygsmästare), в 1719 году возведён в графское достоинство, стал членом риксрада.

## Семья
Хеннинг Рудольф в браке с Еленой Сперлинг (р. 1668 — погибла при штурме Нарвы в 1704 году) имел пятерых детей:
- Ингеборга Кристина (1681—20 апреля 1761) — в 1704 году попала в плен вместе с отцом, где познакомилась с офицером — будущим шведским фельдмаршалом Георгом Богиславом Сталь фон Гольштейном.
- Марфа Елена (1690—30 мая 1771) была замужем за шведским бароном фельдмаршалом Карлом Хенриком Врангелем.
- Магдалена София (1693—30 сентября 1749) была замужем за бароном Стеном Коетом.
- Эбба Катарина вышла замуж за подполковника Карла Магнуса дю Рица.
- Йорген Рудольф (умер 18 июня 1746) женился на Софье Катарине Горн.